# Bonet de Lattes
Bonet de Lattes ou de Lates, aussi connu sous le nom hébraïque de Jacob ben Emanuel Provinciale, est un médecin et astrologue juif, connu principalement pour son invention d'un anneau équinoxial et pour sa relation en tant que médecin avec les papes Alexandre VI et Léon X.

## Biographie
Bonet de Lattes vit à la fin du XVe siècle et au début du XVIe siècle. Il est originaire de la Provence et appartient à une famille puisant ses racines dans la ville de Lattes près de Montpellier. En 1478-1479, il est condamné par la cour d'Aix à 400 écus d'amende pour subornation de témoins. Forcé de quitter en 1498 sa Provence natale à la suite du bannissement des Juifs, il s'installe avec le reste de sa famille à Carpentras, alors terre papale.
Il se rend alors fréquemment à Rome où il devient médecin du pape Alexandre VI (1430-1503), puis de Léon X (1475-1521). À la même époque, il est nommé rabbin de la communauté juive de la ville de Carpentras, et sa proximité avec le pape, lui permettra de rendre de nombreux services. Il se marie avec la fille du médecin Comprat Mossé d'Aix qui vivait à Marseille vers 1488-1492.

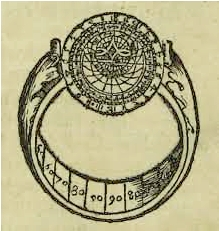
L'anneau equinoxial inventé par Bonet de Lattes

Bonet est l'inventeur d'un anneau astrolabe, c’est-à-dire une bague-astrolabe planisphérique, standard avec quelques modifications pour le rendre fonctionnel (mais pas un anneau équinoxial), permettant de mesurer la hauteur du soleil et des étoiles et de déterminer le temps avec une grande précision aussi bien de nuit que de jour. Il décrit l'utilisation de son instrument dans un traité écrit à Carpentras dont le titre complet est Boneti de Latis, Medici Provenzalis, Annuli per eum Composti Super Astrologiæ Utilitate. Il est publié en tant que supplément de Calculatio Composta in Rima de Juliano de Dati, édité à Rome en 1493 et est dédié au pape Alexandre VI. À la fin de son traité, Bonet demande pardon pour son mauvais latin, étant un Hébreu. Le traité est republié à Paris en 1500, par Jacob Faber d'Étaples, avec son propre commentaire sur le De sphaera mundi de Joannes de Sacrobosco et sur la géométrie d'Euclide. Cette édition est republiée par la suite en 1507, 1521 et 1534. Deux autres éditions paraissent plus tard à Marbourg en 1537 et 1557.
Bonet écrit aussi en mauvais latin un traité intitulé Prognosticum, publié à Rome en 1498 et dédié aux cardinaux Valentiniani et de Borgia, dans lequel il prédit la venue du Messie en l'an 1505. Un récit détaillé du livre se trouve dans le manuscrit d'Abraham ben Mordecai Farissol: Magen Abraham ou ha-Dat Wikkuah.
Un élève de Jacob Faber, Charles de Bovelles (1475-1566), relate dans sa préface de son Dialogi de Trinitate qu'il a rencontré Bonet de Lattes dans le ghetto de Rome en 1507, et qu'il fut invité chez lui pour voir l'anneau équinoxial qu'il avait inventé. La partie supérieure de sa maison est une synagogue contenant une Arche Saintecachée par un rideau et des livres, des lampes et des châles de prière. Là, se trouvait  le fils de Bonet, âgé de trente-deux ans, profondément plongé dans l'étude de la philosophie. Charles de Bovelles mentionne aussi une longue discussion théologique qu'il a eue avec Bonet et il sous-entend qu'à la fin, le fils de Bonet était convaincu de la vérité de la foi chrétienne.
Vers la fin du XIXe siècle, en draguant le Tibre, on découvre une longue plaque de marbre avec l'inscription הרב מיסיר בוניט (Le rabbin Messire Bonet) qui provenait probablement de la maison de Bonet.
Comme preuve de la position importante de Bonet à la cour papale, Johannes Reuchlin lui demande par lettre écrite en hébreu, le 13 octobre 1513, d'utiliser de son influence afin que dans sa polémique avec Johannes Pfefferkorn sur le Talmud, l'examen de son œuvre polémique Augenspiegel (Reflet des yeux), écrite en 1511, ne soit pas donné à une commission composée d'étrangers et surtout pas de dominicains. Il semble que l'intercession de Bonet ait abouti. Mais malgré cela, le livre sera interdit quelques années plus tard en 1520 par le pape Léon X.
Bonet a eu deux enfants. Joseph qui restera dans les faveurs du pape et Emanuel qui sera aussi au service du pape et recevra un salaire régulier. Bonet décède en 1515.